# Рок завинаги (филм, 2012)
Вижте пояснителната страница за други значения на Рок завинаги.
„Рок завинаги“ (на английски: Rock of Ages), режисиран от Адам Шанкам („Лак за коса“), е филм, който събужда заспалите сърца на рокаджиите в днешно време. Историята се развива през 80-те години, а на екрана виждаме много познати лица, изпълняващи незабравимите хитове на Деф Лепард, Джърни, Скорпиънс, Пойзън, Форинър, Гънс Ен Роузис, Пат Бенатар, Джоун Джет, Бон Джоуви, Дейвид Лий Рот, Туистед Систър.

## Сюжет
Историята започва със срещата на Шери (Джулиан Хъф) и Дрю (Диего Бонета) на Сънсет Стрип в Холивуд, близо до последния истински рок клуб „Дъ Бърбън Рум“. Там Дрю работи като барман, а голямата му мечта е един ден да излезе на сцената със своята банда. Шери също започва работа там и любовта им разцъфтява пред погледите на персонала. Но това, което те не знаят е, че собственикът Денис Дюпри (Алек Болдуин) има финансови проблеми и може да фалира. Съветникът му Лони Барнет (Ръсел Бранд) му намеква, че ако не поканят някой известен изпълнител, ще затворят клуба завинаги. Решението е в лицето на Стейси Джакс (Том Круз), звезда, започнал кариерата си в „Дъ Бърбън Рум“. Но неговото предстоящо участие разбунва духовете в кметството, където съпругата на кмета Патриша Уитмор (Катрин Зита-Джоунс) организира протести срещу рока, заедно с църковните организации. Въпреки всичко Стейси изпълнява няколко от най-големите си хита, а приходите са достатъчни, за да бъдат платени всички данъци. Но мениджъра на Стейси – Пол Грил (Пол Джиамати) взима парите като хонорар. Денис и Лони са притиснати, а малко недоразумение между Шери и Дрю слага край на връзката им. Дали „Дъ Бърбън Рум“ ще оцелее и дали по пътя на мечтите има място за любовта, ще ни разкрие филма „Рок завинаги“.

## Саундтрак
Специално заради огромния зрителски интерес е издаден диск с всички песни от филма. Песните са:
1. Paradise City – Том Круз (3:43) — original Guns N' Roses – Paradise City
2. Sister Christian / Just Like Paradise / Nothin' but a Good Time – Джулиан Хъф, Диего Бонета, Ръсел Бранд, Алек Болдуин (5:42) — original Night Ranger – Sister Christian / David Lee Roth – Just Like Paradise / Poison – Nothin' But a Good Time
3. Juke Box Hero / I Love Rock 'n' Roll – Диего Бонета, Алек Болдуин, Ръсел Бранд, Джулиан Хъф (2:23) — original Foreigner – Juke Box Hero / Joan Jett & The Blackhearts – I Love Rock 'N' Roll
4. Hit Me with Your Best Shot – Катрин Зита-Джоунс (2:28) — original Pat Benatar – Hit Me With Your Best Shot
5. Waiting for a Girl Like You – Диего Бонета, Джулиан Хъф (3:25) — original Foreigner – Waiting for a Girl Like You
6. More Than Words / Heaven – Джулиан Хъф, Диего Бонета (3:08) — original Extreme – More Than Words / Warrant – Heaven
7. Wanted Dead Or Alive – Том Круз, Джулиан Хъф (4:20) — original Bon Jovi – Wanted Dead Or Alive
8. I Want to Know What Love Is – Том Круз, Малин Акерман (3:32) — original Foreigner – I Want To Know What Love Is
9. I Wanna Rock – Диего Бонета (2:26) — original Twisted Sister – I Wanna Rock
10. Pour Some Sugar on Me – Том Круз (4:29) — original Def Leppard – Pour Some Sugar On Me
11. Harden My Heart – Джулиан Хъф, Мери Дж. Блидж (2:40) — original Quarterflash – Harden My Heart
12. Shadows of the Night / Harden My Heart – Мери Дж. Блидж, Джулиан Хъф (1:58) — original Pat Benatar – Shadows of the Night / Quarterflash – Harden My Heart
13. Here I Go Again – Диего Бонета, Джулиан Хъф, Том Круз, Мери Дж. Блидж (3:07) — original Whitesnake – Here I Go Again
14. Can't Fight This Feeling – Ръсел Бранд, Алек Болдуин (3:05) — original REO Speedwagon – Can’t Fight This Feeling
15. Any Way You Want It – Мери Дж. Блидж, Джулиан Хъф (2:32) — original Journey – Any Way You Want It
16. Undercover Love – Диего Бонета (3:06)
17. Every Rose Has Its Thorn – Диего Бонета, Джулиан Хъф, Мери Дж. Блидж, Том Круз (2:57) — original Poison – Every Rose Has It’s Thorn
18. Rock You Like a Hurricane – Джулиан Хъф, Том Круз (4:07) — original Scorpions – Rock You Like a Hurricane
19. We Built This City / We're Not Gonna Take It – Ръсел Бранд/ Катрин Зита-Джоунс (2:18) — original Starship – We Built This City / Twisted Sister – We’re Not Gonna Take It
20. Don't Stop Believin' – Джулиан Хъф, Диего Бонета, Том Круз, Алек Болдуин, Ръсел Бранд, Мери Дж. Блидж (4:10) — original Journey – Don’t Stop Believin'